# Meshkat
Meshkāt (farsi مشکات) è una città dello shahrestān di Kashan, circoscrizione Centrale, nella Provincia di Esfahan.